# IC 1637
IC 1637 ist eine Balken-Spiralgalaxie vom Hubble-Typ SBc im Sternbild Sculptor am Südsternhimmel. Sie ist schätzungsweise 269 Millionen Lichtjahre von der Milchstraße entfernt und hat einen Durchmesser von etwa 135.000 Lichtjahren.

Im selben Himmelsareal befindet sich u. a. die Galaxie NGC 418.
Das Objekt wurde im Jahr 1899 von DeLisle Stewart entdeckt.